# Historia de Mayotte
La historia de Mayotte se remonta al siglo XV, cuando piratas árabes desembarcan en la isla de Mayotte. En 1500 se crea en la isla el sultanato Mawuti (que significa "isla de la muerte" o "de los muertos", que fue deformado posteriormente por los franceses a Mayotte).

## Historia
Los árabes convierten al islamismo a la población local, los cuales probablemente fueran de origen bantú y malayo. La isla es visitada por expediciones portuguesas y francesas durante el siglo XVI.
Hacia finales del siglo XVIII la isla es invadida por los malagasy provenientes de Madagascar, quienes imponen su idioma.
La Corona francesa toma el control de Mayotte en 1843, estableciendo una colonia. A comienzos del siglo XX Mayotte, junto con el archipiélago de las islas Comoras y Madagascar, pasa a formar un territorio de ultramar francés.
A partir de 1975 la administración de Mayotte se desdobla de la de Comoras, ya que las tres islas del extremo norte de Comoras y con mayoría musulmana declaran su independencia, mientras que los habitantes de Mayotte deciden permanecer de forma abrumadora bajo el dominio francés, tras un referéndum celebrado en febrero del año siguiente.
Según una resolución de las Naciones Unidas de 1979 se reconoció la soberanía de Comoras sobre Mayotte, la cual fue reafirmada por la Asamblea General de las Naciones Unidas en 1991. La Unión Africana también apoyó el reclamo de Comoras sobre Mayotte.

## Departamento de Mayotte desde el año 2009
El 29 de marzo de 2009 se realizó una consulta popular entre los pobladores de Mayotte, sobre si querían que su isla adquiriera el estatus de Departamento y los derechos de un Departamento y Región de Ultramar según lo establece el artículo 73 de la Constitución de Francia. Votaron el 61 % de los electores inscriptos de los cuales el 95% aceptó la propuesta.  De esta forma a partir del año 2011 la isla se convertirá en el departamento francés número 101 y pasará a formar parte de la Unión Europea.